# Meet the Mormons
Meet the Mormons (deutsch: Triff die Mormonen) ist ein amerikanischer Dokumentarfilm aus dem Jahr 2014; Regisseur ist Blair Treu und Produzent ist die Kirche Jesu Christi der Heiligen der Letzten Tage. Der Film dokumentiert das Leben von sechs gläubigen Mormonen in den USA, Costa Rica und Nepal. Die HLT-Kirche spendete alle Erlöse der Kinoveröffentlichung des Filmes dem amerikanischen Roten Kreuz.

## Produktion
Der Film war ursprünglich dafür geplant, im Legacy Kino im Joseph Smith Memorial Building in Salt Lake City gezeigt zu werden. Doch nach Vorführungen mit Testpublikum entschieden sich die Kirchenführer der HLT-Kirche, den Film zuerst in den Kinos der USA zu veröffentlichen. Nach Jeffrey R. Holland ist der Film „kein Bekehrungsversuch, aber informativ“ und ist eine „Gelegenheit zu zeigen, wer wir wirklich sind“. Der Film ist produziert und wird verbreitet von der HLT-Kirche – eine Premiere für die Kirche. Der Film wurde im Dokumentationsformat gedreht und wird in 10 Sprachen übersetzt.
Der amerikanische Sänger und Schauspieler David Archuleta sang das Lied Glorious für den Film.

## Gezeigte Menschen
- der Bischof Jermaine Sullivan und seine Familie. Sullivan ist ein Afroamerikaner und ist von Beruf akademischer Ratgeber an der University of Phoenix. Er war Bischof einer Gemeinde in Atlanta, Georgia.
- der Trainer Ken Niumatalolo, Haupttrainer der American-Football-Mannschaft an der United States Naval Academy.
- die Kämpferin Carolina Muñoz Marin, eine MMA-Kämpferin aus Costa Rica. Carolina hat die Chance auf den internationalen Durchbruch, aber entscheidet sich dagegen, da sie und ihr Ehemann befürchten, die Familie könnte getrennt werden.[4]
- der Humanist Bishnu Adhikari, ein Mann aus Nepal; der Diplomingenieur arbeitet für eine Hilfsorganisation in seinem Land.[5][6][7]
- der Süßigkeitenbomber Gail Halvorsen.
- die Missionarsmutter Dawn Armstrong, deren Sohn auf Mission geht.[8]

## Veröffentlichung
Meet the Mormons wurde am 10. Oktober 2014 in den Kinos der USA veröffentlicht. Alle Erlöse werden dem amerikanischen Roten Kreuz gespendet. Anfang Januar 2015 begann die HLT-Kirche den Film in allen Besucherzentren und bei allen historischen Sehenswürdigkeiten zu zeigen.

## Rezeption
Rotten Tomatoes gab dem Film 11 % und Metacritic gab dem Film 29/100 Punkte.
Der Film wurde als Propaganda kritisiert. Kritiker bemängelten, dass der Film nichts von mormonischer Geschichte, Grundlagen und Kontroversen zeige.
Produzent Jeff Roberts antwortete auf diese Kritik: „Die meisten Kritiker wollten, dass der Film kontrovers sein sollte, aber wir wollten Geschichten erzählen über die Menschen, die unsere Basis sind.“
Der Film brachte an seinem Eröffnungswochenende 2.509.808 Dollar ein und verpasste damit die Top 10. Bis zum Oktober 2015 ist der Film als die 34. erfolgreiche Dokumentation im Kino gelistet.